# Lucius Domitius Severus
Lucius Domitius Severus (vollständige Namensform Lucius Domitius Marci filius Poblilia Severus) war ein im 1. Jahrhundert n. Chr. lebender Angehöriger des römischen Ritterstandes (Eques). Durch eine Inschrift sind einzelne Stationen seiner Laufbahn bekannt.
Severus war in seiner Heimatstadt Verona zunächst IIIIvir iure dicundo. Danach folgte seine militärische Laufbahn (siehe Tres militiae), die er vermutlich während der Regierungszeit von Claudius (41–54) absolvierte. Er übernahm zunächst als Präfekt die Leitung der Cohors Campana. Im Anschluss wurde er Präfekt der Ala Aureana Hispanorum I. Zuletzt diente er als Tribunus militum in der Legio XX, die in der Provinz Britannia stationiert war.
Severus war in der Tribus Poblilia eingeschrieben. Er stammte aus Verona, wo auch die Inschrift gefunden wurde. Verwandte des Severus waren möglicherweise L(ucius) Domitius [] und M(arcus) Domit[] Pob(lilia) Mac[], die in Inschriften aus Verona aufgeführt sind.
Die Inschrift wurde durch Soldaten der Ala Aureana Hispanorum I errichtet; aus ihr geht auch hervor, dass Severus zum Priester des Kaiserkultes gewählt wurde (flamen designatus).